# تونی آدامز
تونی آلکساندر آدامز (به انگلیسی: Tony Alexander Adams) (زادهٔ ۱۰ اکتبر ۱۹۶۶) بازیکن فوتبال و اسطوره و دفاع مستحکم باشگاه آرسنال و اهل انگلستان بود که سابقهٔ بازی در تیم ملی فوتبال انگلستان را هم در کارنامهٔ خود دارد. 
وی در تاریخ ۱۸ فوریه ۱۹۸۷ نخستین بازی ملی خود را در مقابل تیم ملی فوتبال اسپانیا انجام داد و با حضور در ۶۶ بازی ملی، در تاریخ ۷ اکتبر ۲۰۰۰ واپسین بازی ملی‌اش را در برابر تیم ملی فوتبال آلمان برگزار کرد.
این بازیکن توانسته در بازی‌های ملی، ۵ گل به ثمر برساند.وی تمام عمر فوتبالی خود را در آرسنال گذرانده است. او در سال ۲۰۰۹ از سوی bbc به عنوان سومین دفاع برتر تاریخ لیگ‌ جزیره و دومین کاپیتان برتر انتخاب شد. وی تنها کسی است که توانسته در سه دهه مختلف قهرمان لیگ‌ برتر انگلستان شود. بازیکنان و اسطوره‌های زیادی از سبک بازی او در تاریخ تعریف کرده‌اند. از جمله پائولو مالدینی که آدامز را شخصی می‌داند که باعث شد او به مدافع شدن علاقه‌مند شود و همچنین اریک کانتونا که می‌گوید: من تو زمین بازی، خشونت جز ذات فوتبالم بود، توپو با قلدری تا جایی که دلم می‌خواست جلو می‌بردم، مگر اینکه وسط راه به تونی می‌رسیدم.

## افتخارات
- قهرمانی لیگ برتر انگلیس در سالهای ۸۹-۱۹۸۸ و ۹۱-۱۹۹۰ و ۹۸-۱۹۹۸ و ۰۲-۲۰۰۱ با آرسنال
- قهرمانی جام حذفی انگلیس در سالهای ۹۳-۱۹۹۲ و ۹۸-۱۹۹۷ و ۰۲-۲۰۰۱ آرسنال
- قهرمانی جام اتحادیه انگلیس در سالهای ۸۷-۱۹۸۶ و ۹۳-۱۹۹۲
- قهرمانی جام برندگان جام اروپا در سال ۹۴-۱۹۹۳